# Ctenoplusia oxygramma
Ctenoplusia oxygramma ist ein in Nord-, Mittel- und Südamerika vorkommender Schmetterling (Nachtfalter) aus der Familie der Eulenfalter (Noctuidae). 

## Beschreibung

### Falter
Die Flügelspannweite der Falter beträgt 32 bis 40 Millimeter. Die Vorderflügeloberseite hat eine dunkelgraue Grundfarbe, die mit einer undeutlichen Marmorierung versehen ist. Die silberweiße Makel, die für viele Goldeulen-Arten (Plusiinae) in der Diskalregion typische ist, ist bei Ctenoplusia oxygramma zu einem sehr schmalen rosa- bis cremefarbenen schrägen Band umgestaltet, das beidseitig weiß eingefasst ist und von einer Ader durchschnitten wird. Das Mittelfeld im Bereich der Makel ist schwarzbraun verdunkelt. Die Hinterflügeloberseite ist zeichnungslos dunkel graubraun gefärbt und ist mit weißen Fransen versehen. Am Thorax der Falter befindet sich ein dichtes Haarbüschel. Der Hinterleib ist pelzig behaart und besitzt weitere kurze Haarbüschel.

### Raupe
Ausgewachsene Raupen haben eine hellgrüne bis grasgrüne Farbe Die weißlichen Nebenrückenlinien sowie die ebenfalls weißlichen Punktwarzen sind nur schwach ausgebildet. Der weiße, sehr breite Seitenstreifen hebt sich deutlich ab.

## Ähnliche Arten
Die Makel im Mittelfeld der Vorderflügeloberseite besteht bei Vittaplusia vittata aus einem ungeteilten, cremefarbenen schrägen Strich, der beidseitig schwarz eingefasst ist.

## Verbreitung und Lebensraum
Ctenoplusia oxygramma kommt vom Süden Kanadas, durch den Osten der USA und weiter südlich über Mittelamerika bis nach Argentinien vor. Die Art ist auch an wenigen Stellen in Kalifornien zu finden. Hauptlebensraum sind lichte Mischwälder und trockene, magere Wiesenlandschaften.

## Lebensweise
Die Falter fliegen in der Regel in zwei Generationen und sind schwerpunktmäßig zwischen Juni und November anzutreffen. Sie besuchen nachts künstliche Lichtquellen. Die Raupen ernähren sich von den Blättern von Kanadischem Berufkraut (Conyza canadensis), Virginischem Tabak (Nicotiana tabacum) sowie von Astern- (Aster) und Goldrutenarten (Solidago).